# Harry Potter en de Relieken van de Dood deel 1
Harry Potter en de Relieken van de Dood - Deel 1 (oorspronkelijke titel: Harry Potter And The Deathly Hallows - Part 1) is de eerste van in totaal twee verfilmingen van het gelijknamige Harry Potter-boek van de Britse schrijfster J.K. Rowling. De film behandelt de eerste helft van het boek. Het is de zevende fantasie-/avonturenfilm in de serie. De film is officieel in première gegaan op 17 november 2010, in zowel België als Nederland. Warner Bros verzorgde de distributie.
In dit deel beginnen Harry, Ron en Hermelien aan een levensgevaarlijke missie, om het geheim achter Voldemorts onsterfelijkheid te vinden en te vernietigen.
De drie acteurs die de hoofdpersonen vertolkten in de voorgaande zes films, Daniel Radcliffe, Rupert Grint en Emma Watson maken ook allemaal in deze laatste films hun opwachting.
Volgens de filmmakers is dit boek in tweeën gehakt, omdat zij anders te veel moesten schrappen.

## Verhaal
De film begint wanneer Harry, Ron en Hermelien starten met de haast onmogelijke missie om de resterende Gruzielementen van Heer Voldemort op te sporen en te vernietigen. Ze staan er helemaal alleen voor, zonder de hulp van hun trouwe leraren, de Strijders van Perkamentus en Perkamentus zelf. Die is immers een paar maanden ervoor overleden. Dit maakt het dan ook niet gemakkelijk om in hun opdracht te slagen en ze moeten meer op elkaar vertrouwen dan ooit. In de toverwereld is echter veel tegenwind vanuit de Duistere Zijde en hun sterke vriendschapsband wordt hierdoor vaak sterk op de proef gesteld.
Intussen is de toverwereld een bedreigde plek geworden voor alle vijanden van Voldemort. De lang gevreesde Tweede Tovenaarsoorlog is intussen op volle sterkte uitgebroken en de Dooddoeners hebben het Ministerie van Toverkunst en Zweinstein geïnfiltreerd. De bedoeling is alle Dreuzeltelgen, bloedverraders en tegenwerkende mensen te arresteren of te vermoorden. Maar het hoofddoel is en blijft nog steeds het opsporen van Harry Potter, de uitverkorene, om hem levend uit te leveren aan Voldemort.
Harry's enige overlevingskans is om de Gruzielementen te vernietigen en het liefst zonder dat Voldemort dit doorheeft. Daar komt nog eens het potentiële bestaan van de zogenaamde Relieken van de Dood bij, oeroude magische objecten die hun Meester onkenbare krachten geeft. Hermelien ontdekt aanwijzingen over de Relieken in een oud sprookjesboek en komt erachter dat deze Relieken Voldemort weleens de ultieme kracht zouden kunnen geven die hij wil.

## Rolverdeling
| Acteur                | Personage                                                | Nasynchronisatie Nederlands |
| --------------------- | -------------------------------------------------------- | --------------------------- |
| Daniel Radcliffe      | Harry Potter                                             | Trevor Reekers              |
| Rupert Grint          | Ron Wemel / Ron Weasley                                  | Adriaan van Veldhuizen      |
| Emma Watson           | Hermelien Griffel / Hermione Granger                     | Eveline Beens               |
| Afshan Azad           | Padma Patil                                              | Dilara Horuz                |
| Arben Bajraktaraj     | Antonin Dolochov / Antonin Dolohov                       |                             |
| Helena Bonham Carter  | Bellatrix van Detta / Bellatrix Lestrange                | Lasca ten Kate              |
| Michael Byrne         | Gellert Grindelwald                                      |                             |
| Scarlett Byrne        | Patty Park / Pansy Parkinson                             | Anneke Beukman              |
| Jamie Campbell Bower  | Gellert Grindelwald (jonge jaren)                        |                             |
| Jon Campling          | Dooddoener / Death Eather                                | Paul Donkers                |
| Jessie Cave           | Belinda Broom / Lavender Brown                           | Lizemijn Libgott            |
| Robbie Coltrane       | Hagrid                                                   | Hans Hoekman                |
| Louis Cordice         | Benno Zabini / Blaise Zabini                             | Juliann Ubbergen            |
| Warwick Davis         | Filius Banning / Filius Flitwick en Grijphaak / Griphook | Reinder van der Naalt       |
| Hazel Douglas         | Mathilda Belladonna / Bathilda Bagshot Nagini            |                             |
| Michelle Fairley      | Mevrouw Griffel / Mrs. Granger                           |                             |
| Tom Felton            | Draco Malfidus / Draco Malfoy                            | Sander van der Poel         |
| Ralph Fiennes         | Heer Voldemort / Lord Voldemort                          | Frederik de Groot           |
| Kate Fleetwood        | Maria Malkander / Mary Cattermole                        |                             |
| Michael Gambon        | Albus Perkamentus / Albus Dumbledore                     | Wim van Rooij               |
| Matyelok Gibbs        | Tante Marga / Aunt Muriel                                | Nelly Frijda                |
| Brendan Gleeson       | Dwaaloog Dolleman / Mad-Eye Moody                        | Sander de Heer              |
| Domhnall Gleeson      | Bill Wemel / Bill Weasley                                | Paul Disbergen              |
| Richard Griffiths     | Herman Duffeling / Vernon Dursley                        | Rob van de Meeberg          |
| George Harris         | Romeo Wolkenveldt / Kingsley Shacklebolt                 | Roberto de Groot            |
| Guy Henry             | Pius Dikkers / Pius Thicknesse                           | Huub Dikstaal               |
| Joshua Herdman        | Karel Kwast / Gregory Goyle                              |                             |
| John Hurt             | Olivander                                                | Rob van de Meeberg          |
| Rod Hunt              | Waldemar Bijlhout / Thorfinn Rowle                       |                             |
| Rhys Ifans            | Xenofilus Leeflang / Xenofilius Lovegood                 | Frans Limburg               |
| Ralph Ineson          | Amycus Kragge / Amycus Carrow                            |                             |
| Jason Isaacs          | Lucius Malfidus / Lucius Malfoy                          | Hajo Bruins                 |
| Stanislav Janevski    | Viktor Kruml / Viktor Krum                               | Paul Donkers                |
| Toby Jones (stem)     | Dobby                                                    | Bob van der Houven          |
| Ian Kelly             | Meneer Griffel / Mr. Granger                             |                             |
| Isabella Laughland    | Lia / Leanne                                             |                             |
| Dave Legeno           | Fenrir Vaalhaar / Fenrir Greyback                        | Jan Nonhof                  |
| Georgina Leonidas     | Katja Bell / Katie Bell                                  |                             |
| Katie Leung           | Cho Chang                                                |                             |
| Matthew Lewis         | Marcel Lubbermans / Neville Longbottom                   | Max Beens                   |
| Andy Linden           | Levenius Lorrebos / Mundungus Fletcher                   | Simon Zwiers                |
| Evanna Lynch          | Loena Leeflang / Luna Lovegood                           | Meghna Kumar                |
| Simon McBurney (stem) | Knijster / Kreacher                                      | Hein Boele                  |
| Helen McCrory         | Narcissa Malfidus / Narcissa Malfoy                      | Hetty Heyting               |
| Harry Melling         | Dirk Duffeling / Dudley Dursley                          | Remy Geeling                |
| William Melling       | Nigel                                                    |                             |
| Nick Moran            | Kolier / Scabior                                         | Tony Neef                   |
| Peter Mullan          | Jeegers / Yaxley                                         | Filip Bolluyt               |
| Devon Murray          | Simon Filister / Seamus Filligan                         |                             |
| Bill Nighy            | Rufus Schobbejak / Rufus Scrimgeour                      | Paul Klooté                 |
| David O'Hara          | Albert Rigeur / Albert Runcorn                           |                             |
| Carolyn Pickles       | Professor Clothilde Bingel / Charity Burbage             | Edna Kalb                   |
| James Phelps          | Fred Wemel / Fred Weasley                                | Jop Joris                   |
| Oliver Phelps         | George Wemel / George Weasley                            | Jop Joris                   |
| Clémence Poésy        | Fleur Delacour                                           | Terence Schreurs            |
| Toby Regbo            | Albus Perkamentus (jonge jaren) / Albus Dumbeldore       |                             |
| Steffan Rhodri        | Roelof Malkander / Reginald Cattermole                   | Edward Reekers              |
| Miranda Richardson    | Rita Pulpers / Rita Skeeter                              | Donna Vrijhof               |
| Alan Rickman          | Severus Sneep / Severus Snape                            | Filip Bolluyt               |
| David Ryall           | Engelbert Dop / Elphias Doge                             | Hero Muller                 |
| Rade Šerbedžija       | Stavlov / Gregorovitch                                   | Rob van de Meeberg          |
| Anna Shaffer          | Regina Valster / Romilda Vane                            |                             |
| Fiona Shaw            | Petunia Duffeling / Petunia Dursley                      | Marjolein Algera            |
| Timothy Spall         | Peter Pippeling / Peter Pettigrew                        | Jeroen Keers                |
| Imelda Staunton       | Dorothea Omber / Dolores Umbridge                        | Marloes van den Heuvel      |
| Freddie Stroma        | Magnus Stoker / Cormac McLaggen                          |                             |
| Natalia Tena          | Nymphadora Tops / Nymphadora Tonks                       | Nurlaila Karim              |
| David Thewlis         | Remus Lupos / Remus Lupin                                | Laus Steenbeeke             |
| Sophie Thompson       | Mafalda Russula / Mafalfa Hopkirk                        | José Kroon                  |
| Suzanne Toase         | Alecto Kragge / Alecto Carrow                            |                             |
| Frances de la Tour    | Olympe Mallemour / Olympe Maxime                         | Maria Lindes                |
| Julie Walters         | Molly Wemel / Molly Weasley                              | Karin Bloemen               |
| Mark Williams         | Arthur Wemel / Arthur Weasley                            | Finn Poncin                 |
| Bonnie Wright         | Ginny Wemel / Ginny Weasley                              | Kirsten Fennis              |

Jamie Waylett die Vincent Korzel / Vincent Crabbe speelde, deed niet mee in de laatste twee Potter-films omdat hij 2 jaar gevangenschap had gekregen van de rechter omwille van het feit dat hij betrokken was bij de rellen in Londen. In het boek kwam zijn personage normaal gezien om het leven. Deze plotlijn werd daarom aan het personage van Kwast gegeven. Malfidus' tweede helper werd Benno Zabini, die even te zien was in de vorige film.

## Achtergrond

### Productie
Beide films zijn geregisseerd door David Yates die al eerder de vijfde en zesde Potterfilm regisseerde. Het scenario is geschreven door Steve Kloves, die ook het scenario van de eerste vier en de zesde film schreef.
De opnames van de twee films, die tegelijkertijd werden opgenomen, duurden van 19 februari 2009 tot 12 juni 2010.
Aanvankelijk was het de bedoeling beide films naar 3D te converteren, maar op 9 oktober 2010 maakte Warner Bros bekend dat voor de eerste film de conversie door tijdsgebrek niet mogelijk was. Het tweede deel is wel in 3D verschenen.
Nicholas Hooper (componist) had al aangegeven dat hij niet meer beschikbaar was voor de muziek in de laatste films. Regisseur David Yates heeft daarom aan John Williams gevraagd om terug te keren na de eerste drie films. Hij heeft dit echter af moeten wijzen, Alexandre Desplat heeft de muziek voor zijn rekening genomen. De thema's zijn zoals in elke Potterfilm van componist John Williams.
Stuart Craig ontwierp de decors van de film. Jany Temime ontwierp de kostuums. Double Negative verzorgde de visuele effecten.
Eind maart werd er in een café gedraaid. De filmploeg heeft er het scenario laten liggen. Volgens The Sun zou een blik op het scenario leren dat er dramatische wijzigingen zijn in vergelijking met het boek.
Op 12 juni 2010 maakte Warwick Davis via Twitter bekend, dat er diezelfde dag voor de allerlaatste keer gefilmd zou worden voor de films. Hiermee zou een tijdperk van 10 jaar filmen voor alle films afgesloten worden. Toch moesten er enkele scènes voor Harry Potter and the Deathly Hallows Part II opnieuw opgenomen worden. Het ging om de epiloog waarin Harry, Ron en Hermelien 19 jaar ouder zijn. Er werden aanvankelijk in te korte tijd enkele scènes gedraaid die niet goed oogden. Op 21 december werden de heropnames afgerond.
Eind juni werd ook al de eerste (onofficiële) trailer van de film vrijgegeven. Het filmpje bevatte beelden van beide films. Op 22 september werd de officiële trailer van deel één vrijgegeven. Op 28 april werd de officiële trailer van deel 2 vrijgegeven, op 16 juni volgde de laatste trailer voor de première.

### Muziek
De originele filmmuziek van deel 1 werd gecomponeerd door Alexandre Desplat. Er werd ook een soundtrackalbum uitgebracht door Abbey Road Studios.

### Premièredata
- België - 17 november 2010
- Egypte - 17 november 2010
- Duitsland - 17 november 2010
- Nederland - 17 november 2010[55]
- Denemarken - 18 november 2010
- Tsjechië - 18 november 2010
- Griekenland - 18 november 2010
- Nieuw-Zeeland - 18 november 2010
- Portugal - 18 november 2010
- Puerto Rico - 18 november 2010
- Rusland - 18 november 2010
- Slowakije - 18 november 2010
- Zwitserland - 18 november 2010
- Brazilië - 19 november 2010
- Indonesië - 19 november 2010
- Italië - 19 november 2010
- Spanje - 19 november 2010
- Polen - 19 november 2010
- Verenigde Staten - 19 november 2010
- Verenigd Koninkrijk - 21 november 2010
- Bulgarije - 26 november 2010
- Japan - 27 november 2010

### Verschillen met het boek
Zoals in de voorgaande films is er ook in "De Relieken van de Dood" het een en ander aangepast of weggelaten uit het oorspronkelijke verhaal.
- In het begin van het boek komen Hecuba Jacobs en Dedalus Diggel de Duffelingen ophalen om ze te laten onderduiken maar in de film is dat niet het geval. Ook de confrontatie van Harry met zijn neef Dirk wordt niet in de film getoond. Die scène is wel opgenomen en staat op de dvd.
- De Onzichtbaarheidsmantel komt in zijn geheel niet voor in de film. In het boek gebruikt Harry de mantel een aantal keer, maar in de film wordt hij niet getoond, er wordt er alleen één (niet per se die van Harry) genoemd als een van de Relieken van de Dood.
- Ook een aantal scènes met Voldemort is niet opgenomen in de film. Een voorbeeld is de passage in het boek waarin Nagini Harry moet tegenhouden terwijl Voldemort naar Goderics Eind komt. In de film valt Nagini Harry en Hermelien wel aan, maar komt Voldemort niet om Harry te halen.
- Ook het gebruik van Wisseldrank is minder dan in het boek. Tijdens het huwelijk van Bill Wemel en Fleur Delacour gebruikt Harry geen Wisseldrank om te voorkomen dat hij herkend wordt, zoals hij dat in het boek wel doet (en zich zo vermomt als zogenaamde neef van de Wemels). Ook als hij op kerstavond met Hermelien naar Goderics Eind gaat gebruikt hij geen Wisseldrank. Dit laatste maakt hij duidelijk door te zeggen: "Hier ben ik geboren, ik keer niet als iemand anders terug."
- In de film wordt de zeventiende verjaardag van Harry niet gevierd, deze wilden ze na de bruiloft van Bill en Fleur gaan vieren. In het boek wordt Harry's verjaardag echter wel gevierd, voor de bruiloft.
- In de film zit een dansscène tussen Harry en Hermelien. Harry probeert Hermelien op te vrolijken nadat Ron is weggelopen. Deze scène komt niet in het boek voor.
- In het boek wachten Harry, Hermelien en Ron met Verdwijnselen tot de Dooddoeners hen hebben gezien in het huis van Loena. In de film Verdwijnselen ze zodra ze elkaars handen vast hebben.
- Wanneer Harry in het boek naar een veilige plek vertrekt met de zeven Harry's verraadt hij zichzelf door de ontwapeningsspreuk (expelliarmus) te gebruiken. Deze spreuk gebruikt hij vaak, onder andere ook aan het eind van het Toverschool Toernooi wanneer hij ongewild het Priori Incantatem-effect oproept waar Voldemort en alle Dooddoeners bij zijn. Hierdoor weten de Dooddoeners welke Harry de 'echte' Harry is. In de film verraadt Hedwig Harry door voor hem de Vloek des Doods op te vangen.
- In het boek zit Hedwig in een kooi, als Harry vanuit Klein Zanikem vertrekt. In de film vliegt ze los.
- In het boek gaat Harry naar het huis van de ouders van Nymphadora Tops en vanaf daar gaat hij, door een ViaVia te gebruiken, samen met Hagrid naar het Nest. In de film gaat Harry rechtstreeks naar het Nest.
- Personages zoals Hecuba Jacobs, Dedalus Diggel, Ted Tops, Andromeda Tops, Dirk Kramer, Goornik, Totelaer en Zagrijn komen niet in de film voor.
- In de film zit geen confrontatie tussen Harry en Remus Lupos die in het boek wel plaatsvindt, in het huis aan het Grimboudplein.
- In het boek gaat Peter Pippeling dood, in de film niet. Pippeling komt echter in het tweede deel niet meer voor.
- In het boek Verschijnselen Harry, Ron en Hermelien, vlak na de aanval op de bruiloft van Fleur en Bill, op Tottenham Court Road. In de film Verschijnselen ze op Shaftesbury Avenue.

## Uitgave en ontvangst
De film werd over heel de wereld goed ontvangen. In België brak de film records. In het eerste weekeinde gingen 350.000 bezoekers kijken naar de film. Ook in Nederland werd er een record gevestigd: de film trok 260.000 bezoekers. Op Rotten Tomatoes haalde de film 7.1/10.
De recensies over het eerste deel waren ook over het algemeen vrij positief. Op Flixster was 71% van de recensies positief.
De film wordt de donkerste van de reeks genoemd. Als sterke punten worden vooral de opbouw van het verhaal en het acteerwerk genoemd.

## Prijzen en nominaties
Harry Potter en de Relieken van de Dood deel 1 werd in 2011 genomineerd voor 2 Academy Awards:
- Beste artdirection
- Beste visuele effecten

De film won in 2011 twee prijzen:
- De Empire Award voor beste Sci-Fi/Fantasy
- De MTV Movie Award voor beste schurk

Verder werd de film voor nog eens 27 andere prijzen genomineerd,